# Calliphora anana
Calliphora anana är en tvåvingeart som beskrevs av Hall 1948. Calliphora anana ingår i släktet Calliphora och familjen spyflugor. Inga underarter finns listade i Catalogue of Life.